# 根本美佐子
根本 美佐子（ねもと みさこ、11月6日 - ）は日本の小説家。
千葉県船橋市出身歯科技工士の免許保持。O型。

## 人物
東葉高等学校（生徒会長を務める）を経て愛歯技工専門学校卒業（現在は廃校）。
幼少の頃より作詞や小説を書くなどしていた。きっかけは、親友がイラストを描くのが上手かったがストーリーは思いつかないと言った為、自分がストーリーを担当すると言って書きはじめた。中学生時代はソフトボール部でキャッチャーたったが、ルールを知らないで3年間レギュラーだった。高校生になるとアルバイトをはじめ、毎月のアルバイト代すべてを使い小説を買い、毎日小説を読みあさる日々を過ごして来た。二十歳のときに中村航の小説と出会い、小説家を本気で目指すようになる。それまでは村山由佳の作品に影響をうけていた。重度の睡眠障害と双極性障害をもっている。
手先が器用で小説を書いている時の休憩中にハンドメイド品を作り地元のお祭りの景品にするなどボランティア活動もしている。とくに編み物のセンスがよく、宇宙兄弟のあみぐるみを作ったところ、二次創作にもかかわらず、メルカリでクリエイターズ宇宙兄弟として公式認定された上で販売の経験や、宇宙兄弟のイベントでワークショップの講師をするなど、人に物事を教えるのが得意。

## 経歴

### 歯科技工士時代
小学五年生になると声優、小説家どちらかには絶対になるのだろうと思うようになるが、親からは手に職をつけて置くことが夢を追うことの条件で、手先が器用なのをいかし、高校卒業後は歯科技工士の専門学校に進み歯科技工士の国家資格を取得。しかしあまりに英語の授業について行けず、テストに短編小説を日本語で書き、毎回追試を逃れていた。遺伝性本態性振戦（常に手の震え）があるが、非常に手先が器用。2年ほど歯科技工士として働くが20時間労働週7出勤だったため原付きバイクで事故にあい退職。その後バイトやアイドル活動などをしつつ引きこもり生活を繰り返しながら小説やハンドメイド品を作るなどして生活をする。

### 声優養成所時代
17歳の時に、ドワンゴクリエイティブスクールに通い、舞台『よくあることさ』ニュウ役で出演。次の年にはアニメロサマーライブのバックダンサーをつとめた。しかし脚本や作詞の授業の時に講師から「君は作る側の人間。物語をたくさん書いてほしい」と言われ小説家になるか声優になるか悩んだ時期があるが、実際舞台を作る上で台詞やキャラクターの表現などを修正を頼まれることが多く、頼られるくらい向いているのかもしれないと思い、小説の道にかじをきった。同期で隣のクラスには徳井青空、有野いく、同じクラスには羽田千尋がいた。2013年チバテレビ放送の『ザブングルのＳｔａｎｄ Ｕｐ↑』にタレントとしてレギュラー出演している。アイドルグループのメンバーで愛称は［みしゃんてぃ］だった。

## 受賞歴
2020年4月『100点をとれない天才の恋』で幻冬舎ルネサンス第二回新人賞の大賞を受賞し小説家デビューを果たす。受賞の電話がかかってきた時「大賞受賞となりました」の意味が一瞬わからなくなり「一等賞ですか？」ときいてしまった。
2021年にはステキブンゲイ主催のフューチャーコミックス賞で、声優の物語『鼓膜が溶ける声』で大賞を受賞する。受賞のご連絡が時間になってもこなくて緊張で前日から寝ていなかったのもあり、諦めて寝た二分後に電話がかかってきて、頭がボーッとしていたという。
2022年漫画家のミキマキが作画を担当し『鼓膜が溶ける声』がコミカライズ化された。
2022年NPO法人過眠症協会主催のショートストーリーコンテスト『私の体内時計には電池が入ってない』で優秀賞受賞

## 実績
2023年3月　『Love Letters～100回継ぐこと～』1話目を担当
2023年3月12日　ミャウエバー　松葉兄弟物語の朗読劇脚本を担当。原案は中村航。緑川光、代永翼、川島零士によって朗読されている。
2024年9月　1000文字小説に『海の淵』掲載（蝶尾出版）